# 树锦鸡儿
树锦鸡儿（学名：Caragana arborescens）为豆科锦鸡儿属下的一种。

## 扩展阅读
- 維基物種上的相關：树锦鸡儿